# Lista de regiões metropolitanas do Brasil por população
Segue uma lista das regiões metropolitanas, regiões integradas de desenvolvimento econômico e aglomerações urbanas do Brasil classificadas por população, calculada pelo Instituto Brasileiro de Geografia e Estatística (IBGE) para 28 de junho de 2022.
Também estão listadas as regiões metropolitanas/regiões integradas de desenvolvimento econômico mais populosas de acordo com estimativas mais amplas de 2016 e os Censos Demográficos de 2010, de 2000 e de 1970 do IBGE.

## Censo de 2022
A tabela abaixo traz as dez regiões metropolitanas do Brasil conforme o Censo de 2022, divulgado em 28 de junho de 2023.
| Posição | Região metropolitana                   | Unidade federativa                     | População 2022 |
| ------- | -------------------------------------- | -------------------------------------- | -------------- |
| 1       | Região Metropolitana de São Paulo      | São Paulo                              | 20 744 087     |
| 2       | Região Metropolitana do Rio de Janeiro | Rio de Janeiro                         | 12 022 110     |
| 3       | Região Metropolitana de Belo Horizonte | Minas Gerais                           | 5 733 783      |
| 4       | RIDE do Distrito Federal e Entorno     | Distrito Federal, Goiás e Minas Gerais | 4 465 006      |
| 5       | Região Metropolitana de Porto Alegre   | Rio Grande do Sul                      | 4 318 013      |
| 6       | Região Metropolitana de Fortaleza      | Ceará                                  | 3 903 924      |
| 7       | Região Metropolitana do Recife         | Pernambuco                             | 3 726 442      |
| 8       | Região Metropolitana de Curitiba       | Paraná                                 | 3 559 366      |
| 9       | Região Metropolitana de Salvador       | Bahia                                  | 3 413 481      |
| 10      | Região Metropolitana de Campinas       | São Paulo                              | 3 178 864      |

## Censo de 2010
A tabela abaixo traz as dez mais populosas regiões metropolitanas do Brasil listadas por população conforme o censo demográfico do Brasil de 2010 (última contagem da população realizada pelo IBGE).
| Posição | Região metropolitana                                              | Unidade federativa                     | População  |
| ------- | ----------------------------------------------------------------- | -------------------------------------- | ---------- |
| 1       | Região Metropolitana de São Paulo                                 | São Paulo                              | 19 683 975 |
| 2       | Região Metropolitana do Rio de Janeiro                            | Rio de Janeiro                         | 11 835 708 |
| 3       | Região Metropolitana de Belo Horizonte                            | Minas Gerais                           | 4 883 970  |
| 4       | Região Metropolitana de Porto Alegre                              | Rio Grande do Sul                      | 3 958 985  |
| 5       | Região Integrada de Desenvolvimento do Distrito Federal e Entorno | Distrito Federal, Goiás e Minas Gerais | 3 717 728  |
| 6       | Região Metropolitana do Recife                                    | Pernambuco                             | 3 690 547  |
| 7       | Região Metropolitana de Fortaleza                                 | Ceará                                  | 3 615 767  |
| 8       | Região Metropolitana de Salvador                                  | Bahia                                  | 3 573 973  |
| 9       | Região Metropolitana de Curitiba                                  | Paraná                                 | 3 174 201  |
| 10      | Região Metropolitana de Campinas                                  | São Paulo                              | 2 797 137  |

## Censo de 2000
A tabela abaixo traz as dez mais populosas regiões metropolitanas do Brasil listadas por população conforme o censo demográfico do Brasil de 2000.
| Posição | Região metropolitana                                              | Unidade federativa                     | População  |
| ------- | ----------------------------------------------------------------- | -------------------------------------- | ---------- |
| 1       | Região Metropolitana de São Paulo                                 | São Paulo                              | 17 813 234 |
| 2       | Região Metropolitana do Rio de Janeiro                            | Rio de Janeiro                         | 10 869 255 |
| 3       | Região Metropolitana de Belo Horizonte                            | Minas Gerais                           | 4 177 801  |
| 4       | Região Metropolitana de Porto Alegre                              | Rio Grande do Sul                      | 3 498 322  |
| 5       | Região Metropolitana do Recife                                    | Pernambuco                             | 3 278 284  |
| 6       | Região Metropolitana de Salvador                                  | Bahia                                  | 2 991 822  |
| 7       | Região Metropolitana de Fortaleza                                 | Ceará                                  | 2 910 490  |
| 8       | Região Integrada de Desenvolvimento do Distrito Federal e Entorno | Distrito Federal, Goiás e Minas Gerais | 2 756 701  |
| 9       | Região Metropolitana de Curitiba                                  | Paraná                                 | 2 635 436  |
| 10      | Região Metropolitana de Campinas                                  | São Paulo                              | 2 219 611  |

## Censo de 1970
A tabela abaixo traz as dez mais populosas regiões metropolitanas do Brasil listadas por população conforme o censo demográfico do Brasil de 1970, década da oficialização das primeiras regiões metropolitanas brasileiras. Cabe alertar a anacronia da tabela, uma vez que as primeiras regiões metropolitanas foram criadas por lei de 1973 e outras somente muito depois.
| Posição | Região metropolitana                   | Unidade federativa | População |
| ------- | -------------------------------------- | ------------------ | --------- |
| 1       | Região Metropolitana de São Paulo      | São Paulo          | 8 113 873 |
| 2       | Região Metropolitana do Rio de Janeiro | Rio de Janeiro     | 6 879 183 |
| 3       | Região Metropolitana do Recife         | Pernambuco         | 1 755 083 |
| 4       | Região Metropolitana de Belo Horizonte | Minas Gerais       | 1 619 792 |
| 5       | Região Metropolitana de Porto Alegre   | Rio Grande do Sul  | 1 590 798 |
| 6       | Região Metropolitana de Salvador       | Bahia              | 1 135 818 |
| 7       | Região Metropolitana de Fortaleza      | Ceará              | 1 070 114 |
| 8       | Região Metropolitana de Curitiba       | Paraná             | 809 305   |
| 9       | Região Metropolitana de Belém          | Pará               | 669 768   |
| 10      | Região Metropolitana de Campinas       | São Paulo          | 644 490   |